# LL Pegasi
LL Pegasi är en stjärna omgiven av en ekerhjulsformad nebulosa, IRAS 23166+1655, antagen att bli en preplanetär nebulosa, och belägen i den mellersta delen av stjärnbilden Pegasus. Den är en dubbelstjärna som inkluderar en extrem kolstjärna. Paret döljs av stoftmolnet som kastas ut från kolstjärnan och är bara synligt i infrarött ljus.

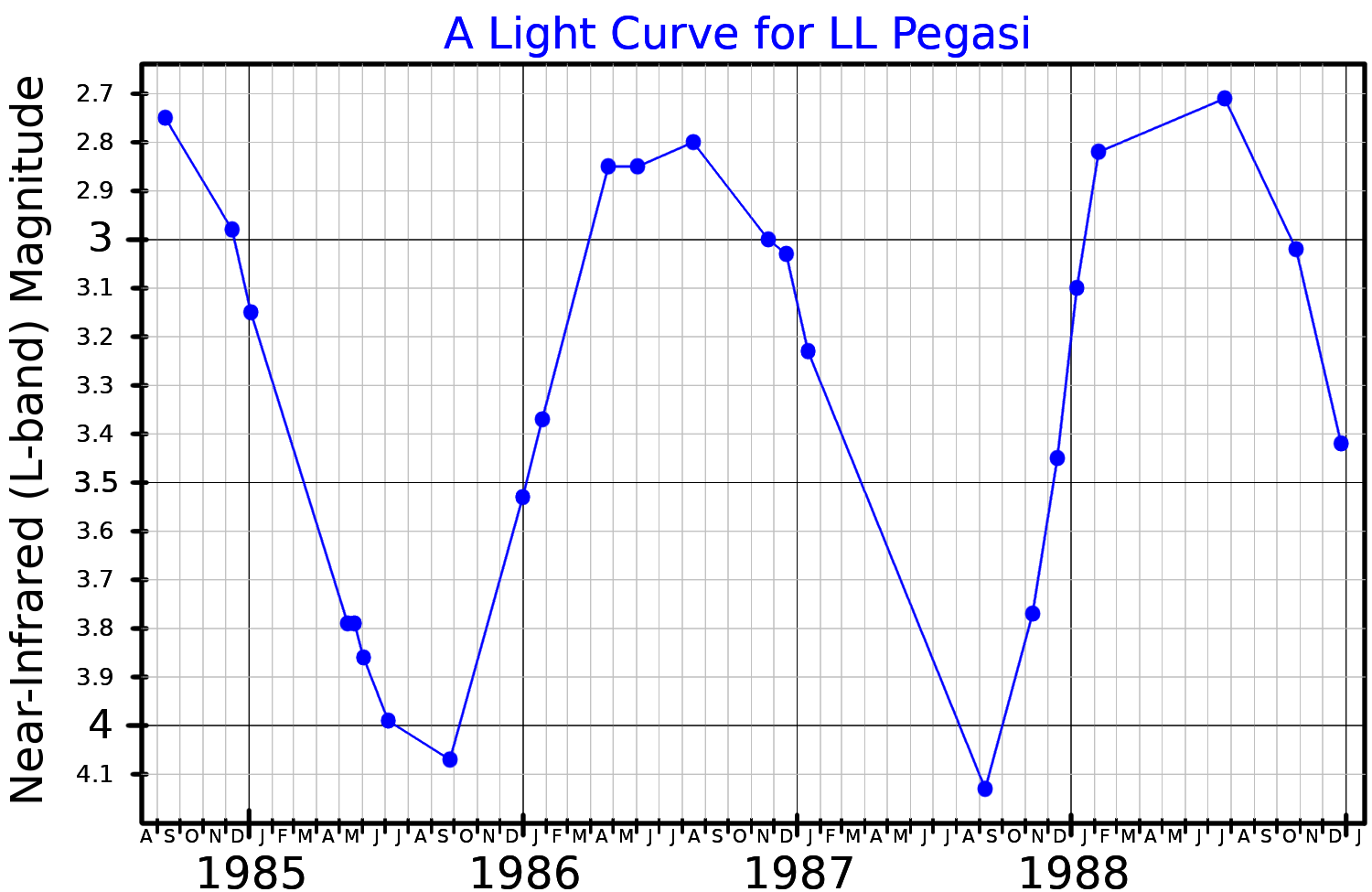
Ljuskurva L-bandet (nära infraröd) för LL Pegasi, anpassad från data publicerade av Le Bertre (1992)

LL Pegasi är skymd vid visuella våglängder, men är starkt varierande i ljusstyrka vid infraröda våglängder. Den klassificeras som en Miravariabel och har en variationsperiod på cirka 696 dygn.

## Nebulosa

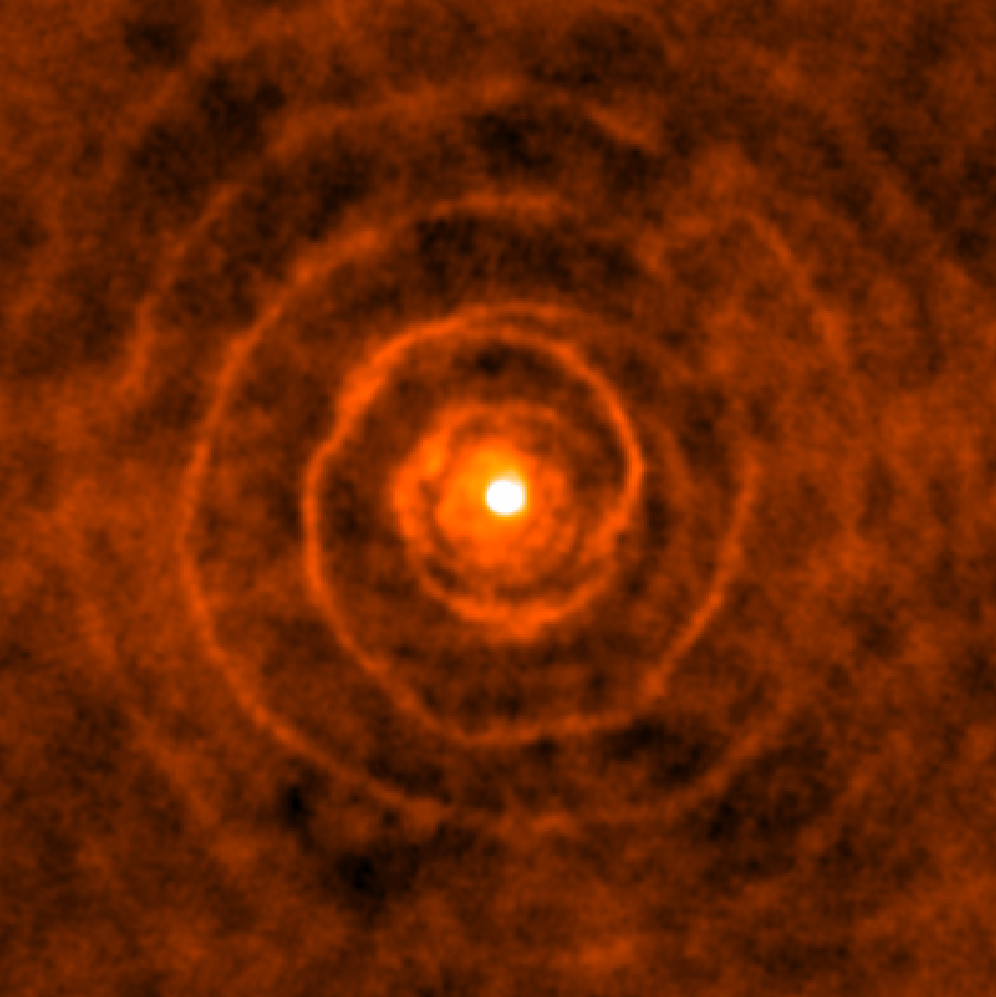
LL Pegasi förlorar kontinuerligt gasformigt material när den utvecklas till en planetarisk nebulosa.

Nebulosan visar en ovanlig arkimedisk spiralform. Formen tros bildas genom interaktionen mellan följeslagaren och kolstjärnan, vilket har setts i andra dubbelstjärnor, men inte med en så exakt geometrisk form. Avståndet mellan spiralarmarna och deras expansionshastighet överensstämmer med uppskattningar av parets 810-åriga omloppsperiod baserat på deras synligavinkelseparation.